# Leiocephalus rhutidira
Leiocephalus rhutidira (гаїтянська чорногорла ігуана-крутихвіст) — вид ігуаноподібних ящірок родини Leiocephalidae. Ендемік Гаїті.

## Поширення і екологія
Гаїтянські чорногорлі ігуани-крутихвости відомі з типової місцевості, розташованої в департаменті Артибоніт на заході Гаїті.

## Збереження
МСОП класифікує цей вид як такий, що перебуває на межі зникнення. Leiocephalus rhutidira загрожує знищення природного середовища.